# Anneville-sur-Scie
Anneville-sur-Scie ist eine nordfranzösische Gemeinde mit 411 Einwohnern (Stand 1. Januar 2022) im Département Seine-Maritime in der Region Normandie.

## Lage
Anneville-sur-Scie liegt am Flüsschen Scie im Pays de Caux etwa 11,5 Kilometer (Fahrtstrecke) südlich von Dieppe.

## Bevölkerungsentwicklung
| Jahr      | 1962 | 1968 | 1975 | 1982 | 1990 | 1999 | 2006 |
| Einwohner | 355  | 365  | 358  | 386  | 433  | 408  | 441  |

## Wirtschaft
Anneville-sur-Scie lebt immer noch in hohem Maße von der Landwirtschaft, wobei die Milchwirtschaft eine große Rolle spielt. Darüber hinaus gibt es im Ort eine Kellerei zur Herstellung von Cidre.